# Doris Miller
Pour les articles homonymes, voir Miller.
Doris « Dorie » Miller, né le 12 octobre 1919 à Waco au Texas et mort le 24 novembre 1943 au large de l'atoll Butaritari, dans les îles Gilbert (Kiribati), était un cuisinier afro-américain de la marine américaine et un héros de l'attaque de Pearl Harbor, le 7 décembre 1941. Il est le premier Afro-Américain à recevoir la Navy Cross (croix de la marine), la deuxième plus haute distinction de l'US Navy après la médaille d'honneur.

## Biographie

### Jeunesse et formation
Miller est né à Waco, dans l'État du Texas, le 12 octobre 1919. Il était le troisième des quatre fils d'Henrietta et Connery Miller,. Pendant ses études secondaires à la A.J. Moore Academy (en) de Waco, il se fait remarquer en tant que brillant élève et s'illustra dans l'équipe de football. Il travailla d'abord dans la ferme familiale avant de s'enrôler dans la marine en septembre 1939,.
Il suivit un entraînement militaire à la base navale de Norfolk en Virginie où il suivra des cours d'artilleur de connaissance des armes à bord de l'USS Nevada, mais ne fut pas autorisé à manier des armes, à l'époque l'US Navy était ségréguée, les Afro-Américains étaient cantonnés à des rôles de cuisiniers, de cireurs de chaussures des officiers et au nettoyage des ponts,,. Il fut d'abord affecté sur l'USS Pyro (AE-1) (en) puis fut transféré le 2 janvier 1940 sur le USS West Virginia à Pearl Harbor (Hawaii). Il passa quelque temps sur l'USS Nevada avant de retourner sur l'USS West Virginia le 3 août 1941 où il est affecté comme cuisinier au mess des officiers, parallèlement, il s'y fait connaitre comme champion de boxe poids lourds,.

### Carrière militaire
Le 7 décembre 1941, Miller se réveilla à 6 heures du matin et était en train de ramasser le linge du navire lorsque l'alarme retentit sur la base navale de Pearl Harbor. Il gagna rapidement la défense anti-aérienne de son bateau et ne put que constater qu'elle avait été endommagée par une torpille japonaise. Il aida plusieurs équipiers à se mettre en lieu sûr. Il aida notamment le capitaine Mervyn Bennion qui était blessé. Puis il se saisit d'une mitrailleuse antiaérienne Browning de calibre 50 et tira sur les avions japonais, alors qu'il n'avait aucune expérience de la machine, et cela jusqu'à épuisement des munitions, pendant que l'USS West Virginia était sévèrement touché et que l'équipage l'abandonnait,,,.
Le 13 mars 1942, le sénateur James M. Mead (en) fit passer une loi pour récompenser Doris Miller de la Medal of Honor,.
Il faut attendre le 14 mars 1942 pour que Doris Miller sorte de l'ombre grâce au magazine hebdomadaire afro-américain le Pittsburgh Courier qui révéla à la fois son nom et son héroïsme au grand public, alors que les autre journaux ne citaient qu’anonymement le rôle d'un Noir, c'est également le Pittsburgh Courier qui lui donnera le surnom de Dorie qui sera repris par la presse et les divers rapports militaires.
Le 17 mars 1942, le démocrate John Dingell Sr. proposa aussi qu'on lui décerne la médaille d'honneur. Mais le Secrétaire à la Marine, Frank Knox, s'opposa à ce qu'on lui donne cette distinction,. Le National Negro Congress dénonça la réaction de Knox ; le Président Franklin D. Roosevelt décida d'accorder à Miller la Navy Cross.
Elle lui fut remise le 27 mai par l'amiral Chester W. Nimitz à bord de l'USS Enterprise. Il recevra également à titre posthume la Purple Heart, l'American Defense Service Medal, l'Asiatic-Pacific Campaign Medal, la World War II Victory Medal.
Il fait officiellement partie des 644 disparus lors du torpillage par le sous-marin I-175 du porte-avions d'escorte USS Liscome Bay (CVE-56), coulé le 23 novembre 1943 au large de l'atoll Butaritari, dans les îles Gilbert dans l'actuel Kiribati.

## Postérité
Une plaque à son nom se trouve dans l'enceinte du National Memorial Cemetery of the Pacific,.
En 1972, une frégate de l'US Navy est baptisée Doris Miller, elle est mise en service en 1973 et sera désarmée en 1991.
En décembre 2017, une statue est érigée dans l'enceinte du mémorial construit en son honneur à Waco,,.
En janvier 2020, la Marine américaine annonce que le CVN-81, un porte-avions de classe Gerald R. Ford, dont la construction doit débuter en 2023 pour un lancement en 2028, porterait le nom de Miller,,.
Doris Miller est évoqué dans plusieurs films :
- 1970 - Tora ! Tora ! Tora ! ;
- 2001 - Pearl Harbor, dans lequel il est campé par l'acteur Cuba Gooding Jr.[5].